# Ophiorrhiza graciliflora
Ophiorrhiza graciliflora är en måreväxtart som beskrevs av Theodoric Valeton. Ophiorrhiza graciliflora ingår i släktet Ophiorrhiza och familjen måreväxter. Inga underarter finns listade i Catalogue of Life.